# Lista de áreas protegidas de Portugal
Esta é uma lista de áreas protegidas de Portugal por localização obtida a partir da Base de Dados Mundial de Áreas Protegidas.
A lista completa com as áreas mapeadas e geolocalizadas pode ser consultada aqui. 

## Portugal Continental
| Nome                                                   | Wikidata   | WDPA      | CDDA                | Rede Natura 2000    | Tipo                                                                                                | data de criação ou fundação | Área                              | Coordenadas                                               | Categoria do Commons                            | Imagem | Carrega a tua foto! |
| ------------------------------------------------------ | ---------- | --------- | ------------------- | ------------------- | --------------------------------------------------------------------------------------------------- | --------------------------- | --------------------------------- | --------------------------------------------------------- | ----------------------------------------------- | ------ | ------------------- |
| Algar do Carvão                                        | Q108202145 | 396298    | 396298              |                     | área protegida                                                                                      | 1987                        | 39.3                              | 38° 43′ 44″ N, 27° 12′ 51″ O                              |                                                 |        | Carregar foto       |
| Banco de Gorringe                                      | Q1538407   | 555623591 | PTCON0062           | PTCON0062           | Sítio de importância comunitária área protegida da rede Natura 2000                                 |                             | 22927.7848 2292778.48             | 36° 34′ 43″ N, 11° 20′ 43″ O                              | Gorringe Ridge                                  |        | Carregar foto       |
| Baía de S. Lourenço                                    | Q108202489 | 388941    | 388941              |                     | área protegida                                                                                      | 1987                        | 59.74                             |                                                           |                                                 |        | Carregar foto       |
| Cabrela                                                | Q63378501  | 555531103 | PTCON0033           | PTCON0033           | Sítio de importância comunitária área protegida da rede Natura 2000                                 | 1997                        | 564.8748 56487480                 | 38° 29′ 06″ N, 8° 21′ 47″ O                               |                                                 |        | Carregar foto       |
| Caldeira Velha                                         | Q108202151 | 388953    | 388953              |                     | área protegida                                                                                      | 2004                        | 13.15999                          |                                                           |                                                 |        | Carregar foto       |
| Caldeira da Graciosa                                   | Q108202159 | 388948    | 388948              |                     | área protegida                                                                                      | 2004                        | 119.86                            |                                                           |                                                 |        | Carregar foto       |
| Carenque                                               | Q108202153 | 169020    | 169020              |                     | área protegida                                                                                      | 1997                        | 6.09999                           |                                                           |                                                 |        | Carregar foto       |
| Estuário do Tejo                                       | Q25447299  | 68145     |                     |                     | estuário                                                                                            | 1980                        | 145.63                            | 38° 49′ 00″ N, 8° 59′ 00″ O                               | Estuário do Tejo                                |        | Carregar foto       |
| Floresta Laurissilva na Madeira                        | Q11257230  | 198300    |                     |                     | Laurissilva património cultural património natural                                                  |                             | 150 15000                         | 32° 46′ 00″ N, 17° 00′ 00″ O                              | Laurisilva forests of Madeira                   |        | Carregar foto       |
| Furnas de Santo António                                | Q108202302 | 388915    | 388915              |                     | área protegida reserva natural                                                                      | 2008                        | 0.15999 159 0.0015999             |                                                           |                                                 |        | Carregar foto       |
| Furnas do Enxofre                                      | Q108202152 | 388972    | 388972              |                     | área protegida                                                                                      | 2004                        | 13.5                              |                                                           |                                                 |        | Carregar foto       |
| Gruta das Torres                                       | Q108202146 | 388916    | 388916              |                     | área protegida                                                                                      | 2004                        | 63.7                              |                                                           |                                                 |        | Carregar foto       |
| Gruta do Carvão                                        | Q108202143 | 388954    | 388954              |                     | área protegida                                                                                      | 2005                        | 33.04                             |                                                           |                                                 |        | Carregar foto       |
| Lagosteiros                                            | Q108202155 | 169021    | 169021              |                     | área protegida                                                                                      | 1997                        | 5.09999                           |                                                           |                                                 |        | Carregar foto       |
| Maceda - Praia da Vieira                               | Q96757842  | 555721728 | PTCON0063           | PTCON0063           | Sítio de importância comunitária Special Area of Conservation                                       |                             | 5026.37                           | 40° 07′ 00″ N, 8° 56′ 22″ O                               |                                                 |        | Carregar foto       |
| Montanha do Pico                                       | Q928681    | 4791      | 4791                |                     | montanha reserva natural área protegida vulcão                                                      |                             | 13.41                             | 38° 28′ 07″ N, 28° 23′ 57″ O                              | Pico                                            |        | Carregar foto       |
| Monumento Natural da Pedra da Mua                      | Q10332128  | 169023    |                     |                     | monumento natural património cultural                                                               | 1997                        | 0.0709999 7099                    | 38° 25′ 37″ N, 9° 12′ 56″ O                               | Monumento Natural da Pedra da Mua               |        | Carregar foto       |
| Monumento Natural da Pedreira do Avelino               | Q10332129  | 169022    |                     |                     | monumento natural património cultural                                                               | 1997                        | 0.017 1700                        | 38° 27′ 15″ N, 9° 07′ 24″ O                               | Monumento Natural da Pedreira do Avelino        |        | Carregar foto       |
| Monumento Natural da Ponta do Pargo                    | Q108202160 | 555514094 | 555514094           |                     | área protegida                                                                                      | 2018                        | 204                               |                                                           |                                                 |        | Carregar foto       |
| Monumento Natural de Carenque                          | Q10332131  | 169020    |                     |                     | monumento natural Rastro                                                                            | 1997                        | 0.0609999 6099                    | 38° 46′ 28″ N, 9° 15′ 21″ O 38° 46′ 27″ N, 9° 15′ 22″ O   | Monumento Natural de Carenque                   |        | Carregar foto       |
| Monumento Natural dos Lagosteiros                      | Q10332135  | 169021    |                     |                     | monumento natural património cultural                                                               | 1997                        | 0.0509999 5099                    | 38° 25′ 19″ N, 9° 12′ 55″ O                               | Monumento Natural dos Lagosteiros               |        | Carregar foto       |
| Nisa / Lage da Prata                                   | Q63378505  | 555531113 | PTCON0044           | PTCON0044           | Sítio de importância comunitária área protegida da rede Natura 2000                                 | 1999                        | 126.5859 12658590                 | 39° 28′ 51″ N, 7° 40′ 58″ O                               |                                                 |        | Carregar foto       |
| Paisagem Protegida Regional Parque das Serras do Porto | Q108202163 | 555514097 | 555514097           |                     | área protegida                                                                                      | 2017                        | 5974.08                           | 41° 07′ 23″ N, 8° 26′ 37″ O                               |                                                 |        | Carregar foto       |
| Paisagem Protegida da Ponta do Pargo                   | Q108202161 | 555514095 | 555514095           |                     | área protegida                                                                                      | 2018                        | 47                                |                                                           |                                                 |        | Carregar foto       |
| Parque Natural Marinho da Ponta do Pargo               | Q108202162 | 555514096 | 555514096           |                     | área protegida                                                                                      | 2018                        | 1540                              |                                                           |                                                 |        | Carregar foto       |
| Parque Natural da Serra da Estrela                     | Q2581550   | 1338      | 1338                |                     | área protegida parque natural                                                                       | 1976                        | 891.365 89136500 88287410 89136.5 | 40° 25′ 06″ N, 7° 32′ 07″ O                               | Serra da Estrela Natural Park                   |        | Carregar foto       |
| Parque Natural do Tejo Internacional                   | Q3321094   | 388861    | 388861              |                     | parque natural área protegida                                                                       | 2000                        | 264.910996 26491099 26491.0996    | 39° 42′ 49″ N, 7° 13′ 27″ O                               | Parque Natural do Tejo Internacional            |        | Carregar foto       |
| Pedra da Mua                                           | Q108202149 | 169023    | 169023              |                     | área protegida                                                                                      | 1997                        | 7.09999                           |                                                           |                                                 |        | Carregar foto       |
| Pedreira do Avelino                                    | Q108202154 | 169022    | 169022              |                     | área protegida                                                                                      | 1997                        | 1.7                               |                                                           |                                                 |        | Carregar foto       |
| Pegadas de Dinossáurios de Ourém/Torres Novas          | Q108202157 | 169024    | 169024              |                     | área protegida                                                                                      | 1996                        | 54                                |                                                           |                                                 |        | Carregar foto       |
| Peneda/Gerês                                           | Q63378514  | 555531072 | PTCON0001           | PTCON0001           | Sítio de importância comunitária área protegida da rede Natura 2000                                 | 1997                        | 888.3702 88837020                 | 41° 47′ 19″ N, 8° 07′ 19″ O                               | Peneda/Gerês (Sítio de Importância Comunitária) |        | Carregar foto       |
| Pico das Camarinhas-Ponta da Ferraria                  | Q108202144 | 388955    | 388955              |                     | área protegida                                                                                      | 2005                        | 40.27                             |                                                           |                                                 |        | Carregar foto       |
| Ponta da Ilha                                          | Q10351233  | 388932    | 388932 PTZPE0025    | PTZPE0025           | área protegida de gestão de recursos área protegida da rede Natura 2000 área protegida localidade   | 2008                        | 5.955 595500 595.5                | 38° 25′ 17″ N, 28° 01′ 37″ O                              |                                                 |        | Carregar foto       |
| Ponta dos Rosais                                       | Q10351277  | 555545774 |                     |                     | monumento natural promontório                                                                       | 2011                        | 1.702 170200                      | 38° 45′ 18″ N, 28° 18′ 58″ O 38° 45′ 05″ N, 28° 17′ 50″ O | Ponta dos Rosais                                |        | Carregar foto       |
| Ponta dos Rosais                                       | Q108202148 | 555545774 | 555545774           |                     | área protegida                                                                                      | 2011                        | 170.2                             |                                                           |                                                 |        | Carregar foto       |
| Portas de Rodão                                        | Q108202141 | 396299    | 396299              |                     | área protegida                                                                                      | 2009                        | 965.34344                         |                                                           |                                                 |        | Carregar foto       |
| Portas de Ródão                                        | Q10332132  | 396299    |                     |                     | monumento natural património cultural                                                               | 2009                        | 9.6534344 965343                  | 39° 38′ 52″ N, 7° 40′ 53″ O                               | Portas de Ródão                                 |        | Carregar foto       |
| Reserva Natural do Estuário do Tejo                    | Q7675357   | 1339      | 1339                |                     | reserva natural área protegida                                                                      | 1976                        | 14416.16                          | 38° 49′ 58″ N, 8° 59′ 13″ O                               | Reserva Natural do Estuário do Tejo             |        | Carregar foto       |
| Rio Minho                                              | Q14554     | 555531089 | ES1140007 PTCON0019 | ES1140007 PTCON0019 | rio área protegida da rede Natura 2000 Sítio de importância comunitária rio principal curso de água |                             | 45.54 4554350                     | 43° 12′ 41″ N, 7° 16′ 52″ O 41° 51′ 55″ N, 8° 52′ 11″ O   | Minho River                                     |        | Carregar foto       |
| Rocha da Pena                                          | Q108202142 | 396331    | 396331              |                     | área protegida                                                                                      | 1991                        | 671.79998                         |                                                           |                                                 |        | Carregar foto       |
| Rocha dos Bordões                                      | Q108202150 | 555545775 | 555545775           |                     | área protegida                                                                                      | 2011                        | 10.28                             |                                                           |                                                 |        | Carregar foto       |
| Romeu                                                  | Q63378504  | 555531112 | PTCON0043           | PTCON0043           | Sítio de importância comunitária área protegida da rede Natura 2000                                 | 1998                        | 47.6834 4768340                   | 41° 29′ 59″ N, 7° 04′ 31″ O                               |                                                 |        | Carregar foto       |
| Samil                                                  | Q63378503  | 555531110 | PTCON0041           | PTCON0041           | Sítio de importância comunitária área protegida da rede Natura 2000                                 | 1998                        | 0.9284 92840                      | 41° 46′ 59″ N, 6° 44′ 44″ O                               |                                                 |        | Carregar foto       |
| Sítio Classificado da Malcata                          | Q30933780  | 555531074 | PTCON0004           | PTCON0004           | Sítio de importância comunitária área protegida da rede Natura 2000                                 |                             | 794.0481                          | 40° 21′ 31″ N, 6° 57′ 55″ O                               | Reserva Natural da Serra da Malcata             |        | Carregar foto       |
| Vale do Tua                                            | Q63378617  | 555514084 | 555514084           |                     | parque natural regional área protegida                                                              | 2013                        | 247.6907292 24769072 24769.07292  | 41° 19′ 55″ N, 7° 18′ 58″ O                               |                                                 |        | Carregar foto       |
| Valongo                                                | Q55080946  | 555531094 | PTCON0024           | PTCON0024           | área protegida da rede Natura 2000 Sítio de importância comunitária                                 |                             | 25.523 2552300                    | 41° 08′ 48″ N, 8° 28′ 09″ O                               | Valongo (site of community importance)          |        | Carregar foto       |
| Vulcão dos Capelinhos                                  | Q108202164 | 555514098 | 555514098           |                     | área protegida                                                                                      | 2019                        | 142.55                            |                                                           |                                                 |        | Carregar foto       |
| Zona Especial de Conservação do Rio Lima               | Q117030333 | 555531090 | PTCON0020           | PTCON0020           | área protegida da rede Natura 2000 Sítio de importância comunitária                                 |                             | 53.6029                           | 41° 46′ 02″ N, 8° 38′ 15″ O                               |                                                 |        | Carregar foto       |

## Aveiro
| Nome                                                             | Wikidata  | WDPA      | CDDA      | Rede Natura 2000 | Tipo                                                                      | data de criação ou fundação | Área                       | Coordenadas                                                                         | Categoria do Commons                     | Imagem | Carrega a tua foto! |
| ---------------------------------------------------------------- | --------- | --------- | --------- | ---------------- | ------------------------------------------------------------------------- | --------------------------- | -------------------------- | ----------------------------------------------------------------------------------- | ---------------------------------------- | ------ | ------------------- |
| Aveiro/ Nazaré                                                   | Q63378431 | 555623259 | PTZPE0060 | PTZPE0060        | Zona de Protecção Especial área protegida da rede Natura 2000             | 2015                        | 2929.2865 292928650        | 39° 57′ 56″ N, 9° 06′ 30″ O                                                         | Special Protection Area of Aveiro-Nazaré |        | Carregar foto       |
| Barrinha de Esmoriz                                              | Q16497003 | 555531088 | PTCON0018 | PTCON0018        | área protegida da rede Natura 2000 Sítio de importância comunitária       |                             | 3.9615 396150              | 40° 58′ 13″ N, 8° 38′ 42″ O                                                         | Barrinha de Esmoriz                      |        | Carregar foto       |
| Dunas de Mira, Gândara e Gafanhas                                | Q20053762 | 555531124 | PTCON0055 | PTCON0055        | área protegida da rede Natura 2000 Sítio de importância comunitária       |                             | 205.2936 20529360          | 40° 21′ 42″ N, 8° 47′ 58″ O                                                         | Dunas de Mira, Gândara e Gafanhas        |        | Carregar foto       |
| Paul de Arzila (Zona de Proteção Especial)                       | Q63378816 | 555540879 | PTZPE0005 | PTZPE0005        | Zona de Protecção Especial                                                | 1988                        | 4.7705                     |                                                                                     |                                          |        | Carregar foto       |
| Paúl de Arzila                                                   | Q63378356 | 127881    |           |                  | sítio Ramsar                                                              | 1996                        | 5.85                       |                                                                                     |                                          |        | Carregar foto       |
| Reserva Natural das Dunas de São Jacinto                         | Q10359748 | 13331     | 13331     |                  | reserva natural área protegida                                            | 1979                        | 9.9579998 995799 995.79998 | 40° 41′ 15″ N, 8° 44′ 04″ O                                                         | Reserva Natural das Dunas de S. Jacinto  |        | Carregar foto       |
| Ria de Aveiro                                                    | Q379557   | 555623590 | PTCON0061 | PTCON0061        | ria Sítio de importância comunitária área protegida da rede Natura 2000   | 2014                        | 331.2749 33127.49          | 40° 41′ 06″ N, 8° 39′ 21″ O                                                         | Ria de Aveiro                            |        | Carregar foto       |
| Ria de Aveiro                                                    | Q63378386 | 555540878 | PTZPE0004 | PTZPE0004        | Zona de Protecção Especial                                                | 1990                        | 514.4621 51446210          | 40° 40′ 55″ N, 8° 41′ 50″ O                                                         |                                          |        | Carregar foto       |
| Serra de Montemuro                                               | Q10370414 | 555531095 | PTCON0025 | PTCON0025        | serra área protegida da rede Natura 2000 Sítio de importância comunitária |                             | 388.0395 38803950          | 40° 58′ 31″ N, 7° 58′ 12″ O 40° 58′ 27″ N, 7° 59′ 16″ O 41° 00′ 38″ N, 7° 59′ 08″ O | Serra de Montemuro                       |        | Carregar foto       |
| Serras da Freita e Arada                                         | Q55080922 | 555531116 | PTCON0047 | PTCON0047        | área protegida da rede Natura 2000 Sítio de importância comunitária       |                             | 286.57 28657000            | 40° 51′ 37″ N, 8° 10′ 50″ O                                                         | Serras da Freita e Arada                 |        | Carregar foto       |
| lagoa da Pateira de Fermentelos e vale dos rios Águeda e Cértima | Q63378382 | 555555593 |           |                  | sítio Ramsar                                                              | 2012                        | 15.59                      | 40° 34′ 31″ N, 8° 30′ 57″ O                                                         |                                          |        | Carregar foto       |

## Beira Interior
| Nome             | Wikidata | WDPA      | CDDA      | Rede Natura 2000 | Tipo                                                                | data de criação ou fundação | Área              | Coordenadas                 | Categoria do Commons | Imagem | Carrega a tua foto! |
| ---------------- | -------- | --------- | --------- | ---------------- | ------------------------------------------------------------------- | --------------------------- | ----------------- | --------------------------- | -------------------- | ------ | ------------------- |
| Serra da Malcata | Q9077158 | 555540881 | PTZPE0007 | PTZPE0007        | serra Zona de Protecção Especial área protegida da rede Natura 2000 | 1988                        | 163.4706 16347060 | 40° 15′ 09″ N, 7° 02′ 29″ O |                      |        | Carregar foto       |

## Beja
| Nome                                                    | Wikidata  | WDPA      | CDDA      | Rede Natura 2000 | Tipo                                                                              | data de criação ou fundação | Área                        | Coordenadas                 | Categoria do Commons                                    | Imagem | Carrega a tua foto! |
| ------------------------------------------------------- | --------- | --------- | --------- | ---------------- | --------------------------------------------------------------------------------- | --------------------------- | --------------------------- | --------------------------- | ------------------------------------------------------- | ------ | ------------------- |
| Alvito/Cuba                                             | Q63378483 | 555531105 | PTCON0035 | PTCON0035        | Sítio de importância comunitária área protegida da rede Natura 2000               | 1998                        | 9.2298 922980               | 38° 17′ 53″ N, 7° 59′ 35″ O |                                                         |        | Carregar foto       |
| Castro Verde                                            | Q54828077 | 555540913 | PTZPE0046 | PTZPE0046        | reserva da biosfera Zona de Protecção Especial área protegida da rede Natura 2000 |                             | 853.4301 85343010           | 37° 44′ 43″ N, 8° 00′ 32″ O |                                                         |        | Carregar foto       |
| Costa Sudoeste                                          | Q63378424 | 555540889 | PTZPE0015 | PTZPE0015        | Zona de Protecção Especial área protegida da rede Natura 2000                     | 1988                        | 1006.85 118263490 100685000 | 37° 17′ 23″ N, 8° 53′ 18″ O |                                                         |        | Carregar foto       |
| Costa Sudoeste (Sítio de Importância Comunitária)       | Q63378826 | 555531082 | PTCON0012 | PTCON0012        | Sítio de importância comunitária área protegida da rede Natura 2000               | 1997                        | 1182.6349 118263490         | 37° 29′ 39″ N, 8° 46′ 30″ O |                                                         |        | Carregar foto       |
| Cuba                                                    | Q63378410 | 555540923 | PTZPE0057 | PTZPE0057        | Zona de Protecção Especial área protegida da rede Natura 2000                     | 2008                        | 40.808 4080800              | 38° 06′ 09″ N, 7° 52′ 51″ O |                                                         |        | Carregar foto       |
| Moura / Barrancos                                       | Q55080930 | 555531122 | PTCON0053 | PTCON0053        | área protegida da rede Natura 2000 Sítio de importância comunitária               |                             | 433.0873 43308730           | 38° 04′ 54″ N, 7° 03′ 48″ O | Moura / Barrancos (site of community importance)        |        | Carregar foto       |
| Parque Natural do Sudoeste Alentejano e Costa Vicentina | Q1548840  | 18945     | 18945     |                  | parque natural paisagem protegida área protegida                                  | 1988                        | 895.7189843 89571.89843     | 37° 25′ 34″ N, 8° 49′ 13″ O | Parque Natural do Sudoeste Alentejano e Costa Vicentina |        | Carregar foto       |
| Piçarras                                                | Q63378399 | 555540924 | PTZPE0058 | PTZPE0058        | Zona de Protecção Especial área protegida da rede Natura 2000                     | 2008                        | 28.2735 2827350             | 37° 37′ 49″ N, 8° 09′ 44″ O |                                                         |        | Carregar foto       |
| Sitio de Importância Comunitária do Guadiana            | Q63481145 | 555531106 | PTCON0036 | PTCON0036        | Sítio de importância comunitária área protegida da rede Natura 2000               | 1997                        | 384.6199 38461990           | 37° 39′ 02″ N, 7° 46′ 19″ O | Site of Community Importance of Guadiana in Portugal    |        | Carregar foto       |
| Vale do Guadiana                                        | Q63378442 | 555540914 | PTZPE0047 | PTZPE0047        | Zona de Protecção Especial                                                        | 1999                        | 765.43                      |                             |                                                         |        | Carregar foto       |

## Braga
| Nome                                  | Wikidata  | WDPA      | CDDA | Rede Natura 2000 | Tipo                          | data de criação ou fundação | Área | Coordenadas | Categoria do Commons                  | Imagem | Carrega a tua foto! |
| ------------------------------------- | --------- | --------- | ---- | ---------------- | ----------------------------- | --------------------------- | ---- | ----------- | ------------------------------------- | ------ | ------------------- |
| Litoral Norte (Marine Protected Area) | Q63378381 | 555599538 |      |                  | Marine Protected Area (OSPAR) | 2015                        | 74   |             | Litoral Norte (Marine Protected Area) |        | Carregar foto       |

## Bragança
| Nome                                                   | Wikidata  | WDPA      | CDDA      | Rede Natura 2000 | Tipo                                                                | data de criação ou fundação | Área                          | Coordenadas                                             | Categoria do Commons                                   | Imagem | Carrega a tua foto! |
| ------------------------------------------------------ | --------- | --------- | --------- | ---------------- | ------------------------------------------------------------------- | --------------------------- | ----------------------------- | ------------------------------------------------------- | ------------------------------------------------------ | ------ | ------------------- |
| Douro Internacional                                    | Q63378450 | 555531092 | PTCON0022 | PTCON0022        | Sítio de importância comunitária área protegida da rede Natura 2000 | 1997                        | 357.186 35718600              | 41° 05′ 25″ N, 6° 46′ 24″ O                             | Douro Internacional (Sítio de Importância Comunitária) |        | Carregar foto       |
| Minas de St. Adrião                                    | Q63378484 | 555531111 | PTCON0042 | PTCON0042        | Sítio de importância comunitária área protegida da rede Natura 2000 | 1998                        | 35.0703 3507030               | 41° 32′ 10″ N, 6° 27′ 20″ O                             |                                                        |        | Carregar foto       |
| Montesinho / Nogueira                                  | Q63378412 | 555577799 | PTZPE0003 | PTZPE0003        | Zona de Protecção Especial                                          | 1988                        | 1080.0463 108004630           | 41° 51′ 13″ N, 6° 53′ 00″ O                             |                                                        |        | Carregar foto       |
| Montesinho/Nogueira (Sítio de Importância Comunitária) | Q63378821 | 555543265 | PTCON0002 | PTCON0002        | Sítio de importância comunitária área protegida da rede Natura 2000 | 1997                        | 1077.1284 107712840           | 41° 51′ 15″ N, 6° 53′ 01″ O                             |                                                        |        | Carregar foto       |
| Morais                                                 | Q15256074 | 555531093 | PTCON0023 | PTCON0023        | área protegida da rede Natura 2000 Sítio de importância comunitária |                             | 129.7957 12979570             | 41° 30′ 18″ N, 6° 49′ 05″ O 41° 31′ 25″ N, 6° 50′ 14″ O | Morais (site of community importance)                  |        | Carregar foto       |
| Paisagem Protegida da Albufeira do Azibo               | Q4832565  | 388855    | 388855    |                  | paisagem protegida área protegida                                   | 1999                        | 32.8169531 3281695 3281.69531 | 41° 33′ 57″ N, 6° 54′ 20″ O                             | Albufeira do Azibo Protected Landscape                 |        | Carregar foto       |
| Parque Natural de Montesinho                           | Q3364588  | 18946     | 18946     |                  | parque natural área protegida                                       | 1979                        | 742.29375 74229375            | 41° 53′ 29″ N, 6° 50′ 36″ O                             | Parque Natural de Montesinho                           |        | Carregar foto       |

## Castelo Branco
| Nome                                            | Wikidata  | WDPA      | CDDA      | Rede Natura 2000 | Tipo                                                                                  | data de criação ou fundação | Área                           | Coordenadas                                             | Categoria do Commons | Imagem | Carrega a tua foto! |
| ----------------------------------------------- | --------- | --------- | --------- | ---------------- | ------------------------------------------------------------------------------------- | --------------------------- | ------------------------------ | ------------------------------------------------------- | -------------------- | ------ | ------------------- |
| Serra da Estrela                                | Q738004   | 555531084 | PTCON0014 | PTCON0014        | cordilheira serra área protegida da rede Natura 2000 Sítio de importância comunitária | 1998                        | 882.8741                       | 40° 19′ 19″ N, 7° 36′ 47″ O                             | Serra da Estrela     |        | Carregar foto       |
| Serra da Gardunha                               | Q3028369  | 555531098 | PTCON0028 | PTCON0028        | montanha serra área protegida da rede Natura 2000 Sítio de importância comunitária    |                             | 59.3526 5935260                | 40° 10′ 39″ N, 7° 20′ 26″ O 40° 05′ 56″ N, 7° 30′ 39″ O | Serra da Gardunha    |        | Carregar foto       |
| Serra da Gardunha (paisagem protegida regional) | Q63378840 | 555514085 | 555514085 |                  | paisagem protegida regional área protegida                                            | 2015                        | 105.074855 10507485 10507.4855 | 40° 05′ 44″ N, 7° 30′ 13″ O                             |                      |        | Carregar foto       |
| Serra do Açor                                   | Q10370452 | 555531120 | PTCON0051 | PTCON0051        | serra cordilheira área protegida da rede Natura 2000 Sítio de importância comunitária |                             | 13.6312 1363120                | 40° 11′ 51″ N, 7° 47′ 58″ O 40° 12′ 52″ N, 7° 55′ 08″ O | Serra do Açor        |        | Carregar foto       |
| Tejo Internacional; Erges e Pônsul              | Q63378406 | 555540910 | PTZPE0042 | PTZPE0042        | Zona de Protecção Especial área protegida da rede Natura 2000                         | 1999                        | 257.748 25774800               | 39° 43′ 44″ N, 7° 14′ 20″ O                             |                      |        | Carregar foto       |

## Coimbra
| Nome                                | Wikidata   | WDPA            | CDDA            | Rede Natura 2000 | Tipo                                                                                               | data de criação ou fundação | Área                                           | Coordenadas | Categoria do Commons | Imagem | Carrega a tua foto!           |
| ----------------------------------- | ---------- | --------------- | --------------- | ---------------- | -------------------------------------------------------------------------------------------------- | --------------------------- | ---------------------------------------------- | --- | -------------------- | ------ | ----------------------------- |
| Estuário do Mondego                 | Q63378366  | 902883          |                 |                  | sítio Ramsar                                                                                       | 2005                        | 15.18                                          | |                      |        | Carregar foto                 |
| Monumento Natural do Cabo Mondego   | Q10332134  | 388856          | 388856          |                  | monumento natural área protegida                                                                   | 2007                        | 1.1769999 117699 117.69999                     | 40° 11′ 27″ N, 8° 54′ 30″ O                                                                                     |                      |        | Carregar foto                 |
| Paisagem Protegida da Serra do Açor | Q7455252   | 5786            | 5786            |                  | paisagem protegida área protegida                                                                  | 1982                        | 3.7339999 373399 373.39999                     | 40° 12′ 59″ N, 7° 55′ 22″ O                                                                                     |                      |        | Carregar foto                 |
| Paul da Madriz                      | Q63378401  | 555540880       | PTZPE0006       | PTZPE0006        | Zona de Protecção Especial área protegida da rede Natura 2000                                      | 1988                        | 0.8935 89350                                   | 40° 07′ 41″ N, 8° 38′ 16″ O                                                                                     |                      |        | Carregar foto                 |
| Paul do Taipal                      | Q63378393  | 555540908       | PTZPE0040       | PTZPE0040        | Zona de Protecção Especial área protegida da rede Natura 2000                                      | 1990                        | 2.2141 221410                                  | 40° 11′ 04″ N, 8° 41′ 23″ O                                                                                     |                      |        | Carregar foto                 |
| Paúl de Madriz                      | Q63378357  | 127883          |                 |                  | sítio Ramsar                                                                                       | 1996                        | 2.26                                           | |                      |        | Carregar foto                 |
| Paúl do Taipal                      | Q63378354  | 900610          |                 |                  | sítio Ramsar                                                                                       | 2001                        | 2.33                                           | |                      |        | Carregar foto                 |
| Reserva Natural do Paul de Arzila   | Q10359754  | 18942 555531075 | 18942 PTCON0005 | PTCON0005        | reserva natural área protegida da rede Natura 2000 área protegida Sítio de importância comunitária | 1988 1997                   | 5.8679998 586799 661800 477050 586.79998 6.618 | 40° 10′ 07″ N, 8° 33′ 19″ O 40° 10′ 17″ N, 8° 33′ 18″ O 40° 10′ 09″ N, 8° 33′ 18″ O 40° 10′ 03″ N, 8° 33′ 17″ O | Paul de Arzila       |        | Carregar foto · Carregar foto |
| Serra da Lousã                      | Q10370357  | 555531128       | PTCON0060       | PTCON0060        | serra cordilheira área protegida da rede Natura 2000 Sítio de importância comunitária              |                             | 151.5734 15157340                              | 40° 05′ 00″ N, 8° 11′ 52″ O                                                                                     | Serra da Lousã       |        | Carregar foto                 |
| Terras de Sicó                      | Q130394954 | 555531114       | PTCON0045       | PTCON0045        | serra cordilheira área protegida da rede Natura 2000 Sítio de importância comunitária              |                             |                                                | | Terras de Sicó       |        | Carregar foto                 |

## Distrito do Porto
| Nome                                                                                      | Wikidata  | WDPA      | CDDA      | Rede Natura 2000 | Tipo                                                 | data de criação ou fundação | Área                       | Coordenadas                 | Categoria do Commons                                                                      | Imagem | Carrega a tua foto! |
| ----------------------------------------------------------------------------------------- | --------- | --------- | --------- | ---------------- | ---------------------------------------------------- | --------------------------- | -------------------------- | --------------------------- | ----------------------------------------------------------------------------------------- | ------ | ------------------- |
| Paisagem Protegida Regional do Litoral de Vila do Conde e Reserva Ornitológica de Mindelo | Q10343652 | 396327    | 396327    |                  | paisagem protegida regional área protegida           | 2009                        | 3.7961044 379610 379.61044 | 41° 18′ 43″ N, 8° 44′ 25″ O | Paisagem Protegida Regional do Litoral de Vila do Conde e Reserva Ornitológica de Mindelo |        | Carregar foto       |
| Reserva Natural Local do Estuário do Douro                                                | Q52855310 | 555514082 | 555514082 |                  | reserva natural reserva natural local área protegida | 2009                        | 0.6635918 66359 66.35918   | 41° 08′ 24″ N, 8° 39′ 46″ O | Reserva Natural Local do Estuário do Douro                                                |        | Carregar foto       |

## Estremadura
| Nome                                                | Wikidata  | WDPA      | CDDA      | Rede Natura 2000 | Tipo                                                                | data de criação ou fundação | Área              | Coordenadas                 | Categoria do Commons | Imagem | Carrega a tua foto! |
| --------------------------------------------------- | --------- | --------- | --------- | ---------------- | ------------------------------------------------------------------- | --------------------------- | ----------------- | --------------------------- | -------------------- | ------ | ------------------- |
| Estuário do Tejo (Sítio de Importância Comunitária) | Q63378834 | 555531079 | PTCON0009 | PTCON0009        | Sítio de importância comunitária área protegida da rede Natura 2000 | 1997                        | 440.1128 44011280 | 38° 49′ 41″ N, 8° 56′ 47″ O |                      |        | Carregar foto       |
| Estuário do Tejo (Zona de Proteção Especial)        | Q63378813 | 555540884 | PTZPE0010 | PTZPE0010        | Zona de Protecção Especial                                          | 1988                        | 447.7246 44772460 | 38° 49′ 42″ N, 8° 56′ 45″ O |                      |        | Carregar foto       |

## Faro
| Nome                                                                  | Wikidata   | WDPA             | CDDA      | Rede Natura 2000 | Tipo                                                                    | data de criação ou fundação | Área                                | Coordenadas                                                                         | Categoria do Commons                                                  | Imagem | Carrega a tua foto!           |
| --------------------------------------------------------------------- | ---------- | ---------------- | --------- | ---------------- | ----------------------------------------------------------------------- | --------------------------- | ----------------------------------- | ----------------------------------------------------------------------------------- | --------------------------------------------------------------------- | ------ | ----------------------------- |
| Arade / Odelouca                                                      | Q63378522  | 555531121        | PTCON0052 | PTCON0052        | Sítio de importância comunitária área protegida da rede Natura 2000     | 1999                        | 21.3874 2138740                     | 37° 11′ 59″ N, 8° 29′ 53″ O                                                         |                                                                       |        | Carregar foto                 |
| Barrocal                                                              | Q9649367   | 555531118        | PTCON0049 | PTCON0049        | Sítio de importância comunitária área protegida da rede Natura 2000     |                             | 208.6036 20860360                   | 37° 12′ 27″ N, 8° 05′ 59″ O                                                         | Barrocal                                                              |        | Carregar foto                 |
| Caldeirão                                                             | Q63378385  | 555540872        | PTCON0057 | PTCON0057        | Zona de Protecção Especial                                              | 2004                        | 473.4754                            | 37° 18′ 07″ N, 8° 02′ 53″ O                                                         |                                                                       |        | Carregar foto                 |
| Cerro da Cabeça                                                       | Q9736189   | 555531119        | PTCON0050 | PTCON0050        | área protegida da rede Natura 2000 Sítio de importância comunitária     |                             | 5.7402 574020                       | 37° 06′ 45″ N, 7° 46′ 55″ O                                                         |                                                                       |        | Carregar foto                 |
| Leixão da Gaivota                                                     | Q63378403  | 555540890        | PTZPE0016 | PTZPE0016        | Zona de Protecção Especial área protegida da rede Natura 2000           | 1988                        | 0.0016 160                          | 37° 06′ 15″ N, 8° 31′ 01″ O                                                         |                                                                       |        | Carregar foto                 |
| Monchique                                                             | Q63378411  | 555540871        | PTCON0037 | PTCON0037        | Zona de Protecção Especial área protegida da rede Natura 2000           | 2004                        | 765.4074 76540740                   | 37° 21′ 13″ N, 8° 34′ 39″ O                                                         |                                                                       |        | Carregar foto                 |
| Parque Natural da Ria Formosa                                         | Q61715781  | 4724             | 4724      |                  | parque natural reserva natural sítio Ramsar área protegida              | 1978                        | 179.0090039 17900.90039             | 37° 03′ 47″ N, 7° 43′ 25″ O                                                         | Parque Natural da Ria Formosa                                         |        | Carregar foto                 |
| Reserva Natural do Sapal de Castro Marim e Vila Real de Santo António | Q5050789   | 4723             | 4723      |                  | reserva natural área protegida                                          | 1975                        | 23.0819995 2308199 2308.19995       | 37° 12′ 28″ N, 7° 26′ 37″ O 37° 12′ 32″ N, 7° 26′ 41″ O                             | Reserva Natural do Sapal de Castro Marim e Vila Real de Santo António |        | Carregar foto                 |
| Ria Formosa                                                           | Q63378355  | 68146            |           |                  | sítio Ramsar área protegida da rede Natura 2000                         | 1980                        | 160                                 | 37° 02′ 38″ N, 7° 44′ 28″ O                                                         | Ria Formosa (Ramsar Site)                                             |        | Carregar foto                 |
| Ria Formosa (Zona de Proteção Especial)                               | Q63378817  | 555540891        | PTZPE0017 | PTZPE0017        | Zona de Protecção Especial                                              | 1988                        | 232.6921                            |                                                                                     | Ria Formosa (Zona de Proteção Especial)                               |        | Carregar foto                 |
| Ria Formosa/Castro Marim                                              | Q61715911  | 555531083        | PTCON0013 | PTCON0013        | Sítio de importância comunitária área protegida da rede Natura 2000     |                             | 175.1923 17519230                   | 37° 03′ 55″ N, 7° 42′ 56″ O                                                         | Site of Community Importance of Ria Formosa-Castro Marim              |        | Carregar foto                 |
| Ria de Alvor                                                          | Q111420081 | 555531126 127884 | PTCON0058 | PTCON0058        | área protegida da rede Natura 2000 Sítio de importância comunitária     |                             | 14.54 14.5421 1454210               | 37° 08′ 27″ N, 8° 36′ 52″ O                                                         |                                                                       |        | Carregar foto · Carregar foto |
| Ribeira de Quarteira                                                  | Q10360793  | 555531107        | PTCON0038 | PTCON0038        | rio área protegida da rede Natura 2000 Sítio de importância comunitária |                             | 5.8241 582410                       | 37° 04′ 28″ N, 8° 07′ 32″ O 37° 08′ 53″ N, 8° 11′ 36″ O                             | Quarteira River                                                       |        | Carregar foto                 |
| Ribeira do Vascão                                                     | Q63378383  | 555555594        |           |                  | sítio Ramsar                                                            | 2012                        | 443.31                              |                                                                                     |                                                                       |        | Carregar foto                 |
| Rocha da Pena                                                         | Q1584266   | 396331           |           |                  | monumento natural                                                       |                             | 6.72                                | 37° 15′ 18″ N, 8° 06′ 03″ O                                                         | Rocha da Pena                                                         |        | Carregar foto                 |
| Sapais de Castro Marim                                                | Q63378361  | 127885           |           |                  | sítio Ramsar                                                            | 1996                        | 22.35                               |                                                                                     |                                                                       |        | Carregar foto                 |
| Sapais de Castro Marim (Zona de Proteção Especial)                    | Q63378815  | 555540892        | PTZPE0018 | PTZPE0018        | Zona de Protecção Especial área protegida da rede Natura 2000           | 1988                        | 21.4643 2146430                     | 37° 12′ 43″ N, 7° 26′ 31″ O                                                         |                                                                       |        | Carregar foto                 |
| Sítio Classificado da Fonte Benémola                                  | Q10376492  | 396330           | 396330    |                  | área protegida paisagem protegida local                                 | 1991 1991-10-10             | 4.0639999 406399 392 4.06 406.39999 | 37° 12′ 38″ N, 8° 00′ 39″ O 37° 15′ 09″ N, 8° 05′ 53″ O 37° 12′ 35″ N, 8° 00′ 39″ O | Fonte Benémola                                                        |        | Carregar foto                 |

## Figueira de Castelo Rodrigo
| Nome                  | Wikidata  | WDPA   | CDDA   | Rede Natura 2000 | Tipo                                  | data de criação ou fundação | Área                       | Coordenadas                 | Categoria do Commons  | Imagem | Carrega a tua foto! |
| --------------------- | --------- | ------ | ------ | ---------------- | ------------------------------------- | --------------------------- | -------------------------- | --------------------------- | --------------------- | ------ | ------------------- |
| Reserva da Faia Brava | Q59243332 | 396307 | 396307 |                  | Área protegida privada área protegida | 2010                        | 2.1466554 214665 214.66554 | 40° 55′ 30″ N, 7° 06′ 08″ O | Reserva da Faia Brava |        | Carregar foto       |

## Guarda
| Nome                                                                 | Wikidata  | WDPA      | CDDA      | Rede Natura 2000 | Tipo                                                          | data de criação ou fundação | Área              | Coordenadas                 | Categoria do Commons | Imagem | Carrega a tua foto! |
| -------------------------------------------------------------------- | --------- | --------- | --------- | ---------------- | ------------------------------------------------------------- | --------------------------- | ----------------- | --------------------------- | -------------------- | ------ | ------------------- |
| Planalto Superior da Serra da Estrela e Parte Superior do Rio Zêzere | Q63378363 | 902880    |           |                  | sítio Ramsar                                                  | 2005                        | 50.75             |                             |                      |        | Carregar foto       |
| Vale do Côa                                                          | Q63378405 | 555540907 | PTZPE0039 | PTZPE0039        | Zona de Protecção Especial área protegida da rede Natura 2000 | 1990                        | 206.2557 20625570 | 40° 55′ 12″ N, 7° 05′ 28″ O |                      |        | Carregar foto       |

## Leiria
| Nome                                           | Wikidata  | WDPA             | CDDA      | Rede Natura 2000 | Tipo                                                                              | data de criação ou fundação | Área                          | Coordenadas                                             | Categoria do Commons                                | Imagem | Carrega a tua foto!           |
| ---------------------------------------------- | --------- | ---------------- | --------- | ---------------- | --------------------------------------------------------------------------------- | --------------------------- | ----------------------------- | ------------------------------------------------------- | --------------------------------------------------- | ------ | ----------------------------- |
| Arquipélago das Berlengas                      | Q821015   | 555531076        | PTCON0006 | PTCON0006        | grupo insular área protegida da rede Natura 2000 Sítio de importância comunitária |                             | 0.9577 95770                  | 39° 24′ 56″ N, 9° 30′ 36″ O                             | Berlengas                                           |        | Carregar foto                 |
| Azabuxo-Leiria                                 | Q63378463 | 555531115        | PTCON0046 | PTCON0046        | Sítio de importância comunitária área protegida da rede Natura 2000               | 1998                        | 1.3649 136490                 | 39° 44′ 58″ N, 8° 45′ 58″ O                             |                                                     |        | Carregar foto                 |
| Berlengas                                      | Q22771851 | 555547590        |           |                  | reserva da biosfera UNESCO-MAB Biosphere Reserve                                  |                             | 0.188                         | 39° 24′ 49″ N, 9° 30′ 38″ O                             | Berlengas                                           |        | Carregar foto                 |
| Berlengas (Marine Protected Area (OSPAR) )     | Q63378812 | 555599535        |           |                  | Marine Protected Area (OSPAR)                                                     | 2015                        | 96                            |                                                         | Berlengas                                           |        | Carregar foto                 |
| Ilhas Berlengas                                | Q63378430 | 555540883        | PTZPE0009 | PTZPE0009        | Zona de Protecção Especial área protegida da rede Natura 2000                     | 1988                        | 1026.625 102662500            | 39° 19′ 39″ N, 9° 35′ 36″ O                             | Berlengas                                           |        | Carregar foto                 |
| Parque Natural das Serras de Aire e Candeeiros | Q3364596  | 5783             | 5783      |                  | parque natural área protegida                                                     | 1979                        | 383.925 38392500 38392.5      | 39° 30′ 18″ N, 8° 48′ 07″ O                             | Parque Natural das Serras de Aire e Candeeiros      |        | Carregar foto                 |
| Paul de Tornada                                | Q10346308 | 555514083 900609 | 555514083 |                  | sítio Ramsar reserva natural local área protegida                                 | 2009                        | 0.5 0.5365001 53650 53.65001  | 39° 26′ 51″ N, 9° 08′ 13″ O 39° 26′ 53″ N, 9° 08′ 06″ O |                                                     |        | Carregar foto · Carregar foto |
| Peniche / Santa Cruz                           | Q55080933 | 555531125        | PTCON0056 | PTCON0056        | área protegida da rede Natura 2000 Sítio de importância comunitária               |                             | 82.8554 8285540               | 39° 17′ 09″ N, 9° 21′ 01″ O                             | Peniche / Santa Cruz (site of community importance) |        | Carregar foto                 |
| Reserva Natural das Berlengas                  | Q3457408  | 4796             | 4796      |                  | reserva natural área protegida                                                    | 1981                        | 95.6040039 9560400 9560.40039 | 39° 27′ 06″ N, 9° 31′ 02″ O                             | Berlengas                                           |        | Carregar foto                 |
| Serras d'Aire e Candeeiros                     | Q63378517 | 555531085        | PTCON0015 | PTCON0015        | Sítio de importância comunitária área protegida da rede Natura 2000               | 1998                        | 442.268 44226800              | 39° 31′ 01″ N, 8° 47′ 47″ O                             |                                                     |        | Carregar foto                 |
| Sicó / Alvaiázere                              | Q55080926 | 555531114        | PTCON0045 | PTCON0045        | área protegida da rede Natura 2000 Sítio de importância comunitária               |                             | 316.7709 31677090             | 39° 49′ 28″ N, 8° 24′ 35″ O                             | Sicó / Alvaiázere (site of community importance)    |        | Carregar foto                 |

## Lisboa
| Nome                                                   | Wikidata  | WDPA           | CDDA           | Rede Natura 2000 | Tipo                                                                                              | data de criação ou fundação | Área                                             | Coordenadas                                             | Categoria do Commons             | Imagem | Carrega a tua foto!           |
| ------------------------------------------------------ | --------- | -------------- | -------------- | ---------------- | ------------------------------------------------------------------------------------------------- | --------------------------- | ------------------------------------------------ | ------------------------------------------------------- | -------------------------------- | ------ | ----------------------------- |
| Cabo Raso                                              | Q63378394 | 555623260      | PTZPE0061      | PTZPE0061        | Zona de Protecção Especial área protegida da rede Natura 2000 cabo                                | 2015                        | 1335.4686                                        | 38° 43′ 46″ N, 9° 32′ 20″ O 38° 42′ 36″ N, 9° 29′ 13″ O | Cabo Raso                        |        | Carregar foto                 |
| Parque Natural de Sintra-Cascais                       | Q7525142  | 5809 555531078 | 5809 PTCON0008 | PTCON0008        | parque natural Sítio de importância comunitária área protegida da rede Natura 2000 área protegida | 1981 1997                   | 144.507998 14450799 166.3188 16631880 14450.7998 | 38° 48′ 18″ N, 9° 25′ 57″ O                             | Parque Natural de Sintra-Cascais |        | Carregar foto · Carregar foto |
| Serra de Montejunto                                    | Q7455225  | 388860         | 388860         |                  | serra paisagem protegida área protegida                                                           | 1999                        | 48.973999 4897399 4897.3999                      | 39° 11′ 15″ N, 9° 03′ 20″ O                             | Serra de Montejunto              |        | Carregar foto                 |
| Serra de Montejunto (Sítio de Importância Comunitária) | Q63378828 | 555531117      | PTCON0048      | PTCON0048        | Sítio de importância comunitária área protegida da rede Natura 2000                               | 1998                        | 38.3049 3830490                                  | 39° 11′ 32″ N, 9° 02′ 33″ O                             |                                  |        | Carregar foto                 |
| Serras do Socorro e Archeira                           | Q63378684 | 555514093      | 555514093      |                  | paisagem protegida local área protegida                                                           | 2014                        | 11.91 1191                                       |                                                         |                                  |        | Carregar foto                 |

## Minho
| Nome                                             | Wikidata  | WDPA      | CDDA | Rede Natura 2000 | Tipo                                             | data de criação ou fundação | Área  | Coordenadas         | Categoria do Commons                        | Imagem | Carrega a tua foto! |
| ------------------------------------------------ | --------- | --------- | ---- | ---------------- | ------------------------------------------------ | --------------------------- | ----- | ------------------- | ------------------------------------------- | ------ | ------------------- |
| Reserva da Biosfera Transfronteiriça Gerês-Xurés | Q22680843 | 555547559 |      |                  | reserva da biosfera UNESCO-MAB Biosphere Reserve | 2009-05-27                  | 119.6 | 41° 57′ N, 8° 15′ O | Gerês/Xurés Transboundary Biosphere Reserve |        | Carregar foto       |

## Mértola
| Nome                               | Wikidata | WDPA   | CDDA   | Rede Natura 2000 | Tipo                                                             | data de criação ou fundação | Área                                    | Coordenadas                 | Categoria do Commons         | Imagem | Carrega a tua foto! |
| ---------------------------------- | -------- | ------ | ------ | ---------------- | ---------------------------------------------------------------- | --------------------------- | --------------------------------------- | --------------------------- | ---------------------------- | ------ | ------------------- |
| Parque Natural do Vale do Guadiana | Q145359  | 143012 | 143012 |                  | parque natural área protegida da rede Natura 2000 área protegida | 1995                        | 696.6929687 696690 76543000 69669.29687 | 37° 42′ 00″ N, 7° 38′ 55″ O | Guadiana Valley Natural Park |        | Carregar foto       |

## Portalegre
| Nome                                  | Wikidata  | WDPA      | CDDA      | Rede Natura 2000 | Tipo                                                                                  | data de criação ou fundação | Área                             | Coordenadas                                                                 | Categoria do Commons                   | Imagem | Carrega a tua foto! |
| ------------------------------------- | --------- | --------- | --------- | ---------------- | ------------------------------------------------------------------------------------- | --------------------------- | -------------------------------- | --------------------------------------------------------------------------- | -------------------------------------- | ------ | ------------------- |
| Cabeção                               | Q55080941 | 555531099 | PTCON0029 | PTCON0029        | área protegida da rede Natura 2000 Sítio de importância comunitária                   |                             | 486.0861 48608610                | 39° 06′ 24″ N, 8° 00′ 29″ O                                                 | Cabeção (site of community importance) |        | Carregar foto       |
| Caia                                  | Q63378462 | 555531100 | PTCON0030 | PTCON0030        | Sítio de importância comunitária área protegida da rede Natura 2000                   | 1997                        | 310.8707 31087070                | 38° 58′ 15″ N, 7° 05′ 19″ O                                                 |                                        |        | Carregar foto       |
| Campo Maior                           | Q63378440 | 555540911 | PTZPE0043 | PTZPE0043        | Zona de Protecção Especial área protegida da rede Natura 2000                         | 1999                        | 95.7958 9579580                  | 39° 02′ 03″ N, 6° 58′ 34″ O                                                 |                                        |        | Carregar foto       |
| Monforte                              | Q63378426 | 555540917 | PTZPE0051 | PTZPE0051        | Zona de Protecção Especial área protegida da rede Natura 2000                         | 1999                        | 18.8736 1887360                  | 39° 03′ 52″ N, 7° 30′ 02″ O                                                 |                                        |        | Carregar foto       |
| Parque Natural da Serra de São Mamede | Q7455242  | 20673     | 20673     |                  | objeto geográfico parque natural área protegida                                       | 1989                        | 560.5889843 56058898 56058.89843 | 39° 18′ N, 7° 20′ O 39° 21′ 51″ N, 7° 22′ 03″ O                             | Parque Natural da Serra de São Mamede  |        | Carregar foto       |
| Serra de São Mamede                   | Q2273942  | 555531077 | PTCON0007 | PTCON0007        | cordilheira serra área protegida da rede Natura 2000 Sítio de importância comunitária |                             | 1156.7553 115675530              | 39° 17′ N, 7° 21′ O 39° 19′ 00″ N, 7° 19′ 00″ O 39° 20′ 50″ N, 7° 22′ 34″ O | Serra de São Mamede                    |        | Carregar foto       |
| São Vicente                           | Q63378443 | 555540920 | PTZPE0054 | PTZPE0054        | Zona de Protecção Especial área protegida da rede Natura 2000                         | 1999                        | 35.649 3564900                   | 38° 57′ 17″ N, 7° 10′ 20″ O                                                 |                                        |        | Carregar foto       |
| Torre da Bolsa                        | Q63378428 | 555540925 | PTZPE0059 | PTZPE0059        | Zona de Protecção Especial área protegida da rede Natura 2000                         | 2008                        | 8.6884 868840                    | 38° 51′ 46″ N, 7° 07′ 23″ O                                                 |                                        |        | Carregar foto       |
| Veiros                                | Q63378427 | 555540918 | PTZPE0052 | PTZPE0052        | Zona de Protecção Especial área protegida da rede Natura 2000                         | 1999                        | 19.5951 1959510                  | 38° 59′ 22″ N, 7° 30′ 21″ O                                                 |                                        |        | Carregar foto       |
| Vila Fernando                         | Q63378408 | 555540919 | PTZPE0053 | PTZPE0053        | Zona de Protecção Especial área protegida da rede Natura 2000                         | 1999                        | 52.6066 5260660                  | 38° 52′ 56″ N, 7° 20′ 29″ O                                                 |                                        |        | Carregar foto       |

## Região Norte
| Nome                                  | Wikidata | WDPA   | CDDA   | Rede Natura 2000 | Tipo                          | data de criação ou fundação | Área                             | Coordenadas                 | Categoria do Commons                  | Imagem | Carrega a tua foto! |
| ------------------------------------- | -------- | ------ | ------ | ---------------- | ----------------------------- | --------------------------- | -------------------------------- | --------------------------- | ------------------------------------- | ------ | ------------------- |
| Parque Natural do Douro Internacional | Q5842992 | 169019 | 169019 |                  | parque natural área protegida | 1998                        | 870.1129687 87011296 87011.29687 | 41° 12′ 19″ N, 6° 44′ 05″ O | Parque Natural do Douro Internacional |        | Carregar foto       |
| Parque Natural do Litoral Norte       | Q7058679 | 388854 | 388854 |                  | parque natural área protegida | 1987                        | 8762.70019                       | 41° 32′ 16″ N, 8° 48′ 58″ O | Parque Natural do Litoral Norte       |        | Carregar foto       |

## Região do Centro
| Nome                                | Wikidata | WDPA      | CDDA      | Rede Natura 2000 | Tipo                                                                    | data de criação ou fundação | Área                                    | Coordenadas                                             | Categoria do Commons                | Imagem | Carrega a tua foto! |
| ----------------------------------- | -------- | --------- | --------- | ---------------- | ----------------------------------------------------------------------- | --------------------------- | --------------------------------------- | ------------------------------------------------------- | ----------------------------------- | ------ | ------------------- |
| Reserva Natural da Serra da Malcata | Q918892  | 5808      | 5808      |                  | área protegida reserva natural                                          | 1981 1981-12-23             | 161.5870019 16158700 161.59 16158.70019 | 40° 15′ 09″ N, 7° 02′ 27″ O                             | Reserva Natural da Serra da Malcata |        | Carregar foto       |
| Rio Vouga                           | Q15653   | 555531096 | PTCON0026 | PTCON0026        | rio área protegida da rede Natura 2000 Sítio de importância comunitária |                             | 27.6885 2768850                         | 40° 51′ 53″ N, 7° 34′ 19″ O 40° 38′ 38″ N, 8° 45′ 30″ O | Vouga River                         |        | Carregar foto       |

## Santarém
| Nome                                                                 | Wikidata  | WDPA      | CDDA      | Rede Natura 2000 | Tipo                                                          | data de criação ou fundação | Área                       | Coordenadas                                                                         | Categoria do Commons     | Imagem | Carrega a tua foto! |
| -------------------------------------------------------------------- | --------- | --------- | --------- | ---------------- | ------------------------------------------------------------- | --------------------------- | -------------------------- | ----------------------------------------------------------------------------------- | ------------------------ | ------ | ------------------- |
| Monumento Natural das Pegadas de Dinossáurio de Ourém - Torres Novas | Q10332130 | 169024    |           |                  | monumento natural                                             | 1996                        | 0.54 54000                 | 39° 34′ 05″ N, 8° 35′ 23″ O                                                         | Pegadas da Serra de Aire |        | Carregar foto       |
| Paul do Boquilobo                                                    | Q63378421 | 555540882 | PTZPE0008 | PTZPE0008        | Zona de Protecção Especial área protegida da rede Natura 2000 | 1988                        | 4.3279 432790              | 39° 22′ 56″ N, 8° 32′ 09″ O                                                         |                          |        | Carregar foto       |
| Paúl do Boquilobo                                                    | Q63378348 | 5811      |           |                  | UNESCO-MAB Biosphere Reserve reserva da biosfera              | 1981                        | 5.54                       |                                                                                     |                          |        | Carregar foto       |
| Paúl do Boquilobo (sítio Ramsar)                                     | Q63378809 | 127882    |           |                  | sítio Ramsar                                                  | 1996                        | 5.29                       |                                                                                     |                          |        | Carregar foto       |
| Polje de Mira Minde e nascentes relacionadas                         | Q63378365 | 902882    |           |                  | sítio Ramsar                                                  | 2005                        | 6.62                       |                                                                                     |                          |        | Carregar foto       |
| Reserva Natural do Paul do Boquilobo                                 | Q4944223  | 4725      | 4725      |                  | reserva natural área protegida paul                           | 1980                        | 8.1759997 817599 817.59997 | 39° 23′ 48″ N, 8° 32′ 10″ O 39° 23′ 16″ N, 8° 31′ 57″ O 39° 23′ 23″ N, 8° 31′ 58″ O | Paul do Boquilobo        |        | Carregar foto       |
| Sítio Classificado dos Açudes da Agolada                             | Q10376499 | 396328    | 396328    |                  | paisagem protegida local área protegida                       | 1980                        | 2.6639999 266399 266.39999 | 38° 57′ 46″ N, 8° 33′ 25″ O 38° 57′ 57″ N, 8° 33′ 24″ O                             |                          |        | Carregar foto       |

## Setúbal
| Nome                                                     | Wikidata  | WDPA      | CDDA      | Rede Natura 2000 | Tipo                                                                      | data de criação ou fundação | Área                             | Coordenadas                                             | Categoria do Commons                                  | Imagem | Carrega a tua foto! |
| -------------------------------------------------------- | --------- | --------- | --------- | ---------------- | ------------------------------------------------------------------------- | --------------------------- | -------------------------------- | ------------------------------------------------------- | ----------------------------------------------------- | ------ | ------------------- |
| Arrabida                                                 | Q63378380 | 555599537 |           |                  | Marine Protected Area (OSPAR)                                             | 2015                        | 53                               |                                                         |                                                       |        | Carregar foto       |
| Arrábida/Espichel                                        | Q63378499 | 555531080 | PTCON0010 | PTCON0010        | Sítio de importância comunitária área protegida da rede Natura 2000       | 1997                        | 206.6192 20661920                | 38° 28′ 20″ N, 9° 03′ 33″ O                             |                                                       |        | Carregar foto       |
| Açude da Murta                                           | Q63378422 | 555540886 | PTZPE0012 | PTZPE0012        | Zona de Protecção Especial área protegida da rede Natura 2000             | 1988                        | 4.9771 497710                    | 38° 23′ 36″ N, 8° 42′ 54″ O                             |                                                       |        | Carregar foto       |
| Cabo Espichel                                            | Q63378387 | 555540916 | PTZPE0050 | PTZPE0050        | Zona de Protecção Especial área protegida da rede Natura 2000 promontório | 1999                        | 164.2796 16427960                | 38° 24′ 50″ N, 9° 13′ 19″ O                             | Cabo Espichel                                         |        | Carregar foto       |
| Comporta / Galé                                          | Q55080938 | 555531104 | PTCON0034 | PTCON0034        | área protegida da rede Natura 2000 Sítio de importância comunitária       |                             | 320.5107 32051070                | 38° 17′ 29″ N, 8° 35′ 14″ O                             | Comporta / Galé (site of community importance)        |        | Carregar foto       |
| Estuário do Sado                                         | Q63378353 | 127878    |           |                  | sítio Ramsar                                                              | 1996                        | 255.88                           |                                                         |                                                       |        | Carregar foto       |
| Estuário do Sado (Sítio de Importância Comunitária)      | Q63378822 | 555531081 | PTCON0011 | PTCON0011        | Sítio de importância comunitária                                          | 1997                        | 309.6784 30967840                | 38° 28′ 28″ N, 8° 43′ 33″ O                             |                                                       |        | Carregar foto       |
| Estuário do Sado (Zona de Proteção Especial)             | Q63378814 | 555540885 | PTZPE0011 | PTZPE0011        | Zona de Protecção Especial                                                | 1988                        | 246.3285 24632850                | 38° 27′ 31″ N, 8° 43′ 23″ O                             |                                                       |        | Carregar foto       |
| Lagoa Pequena                                            | Q63378407 | 555540915 | PTZPE0049 | PTZPE0049        | Zona de Protecção Especial área protegida da rede Natura 2000             | 1999                        | 0.6877                           | 38° 31′ 25″ N, 9° 08′ 51″ O                             | Lagoa Pequena                                         |        | Carregar foto       |
| Lagoa da Albufeira                                       | Q63378352 | 127879    |           |                  | sítio Ramsar                                                              | 1996                        | 19.95                            |                                                         |                                                       |        | Carregar foto       |
| Lagoa da Sancha                                          | Q63378438 | 555540888 | PTZPE0014 | PTZPE0014        | Zona de Protecção Especial área protegida da rede Natura 2000             | 1988                        | 4.0879 408790                    | 38° 01′ 24″ N, 8° 50′ 19″ O                             |                                                       |        | Carregar foto       |
| Lagoa de Albufeira                                       | Q10315752 | 555531123 | PTCON0054 | PTCON0054        | área protegida da rede Natura 2000 Sítio de importância comunitária       |                             | 4318370                          | 38° 33′ 28″ N, 9° 08′ 29″ O                             | Lagoa de Albufeira                                    |        | Carregar foto       |
| Lagoa de Santo André                                     | Q63378423 | 555540887 | PTZPE0013 | PTZPE0013        | Zona de Protecção Especial área protegida da rede Natura 2000             | 1988                        | 21.6454 2164540                  | 38° 05′ 02″ N, 8° 48′ 08″ O                             | Special Protection Area of Lagoa de Santo André       |        | Carregar foto       |
| Lagoa de St. André e Lagoa de Sancha                     | Q63378360 | 127880    |           |                  | sítio Ramsar                                                              | 1996                        | 26.38                            |                                                         |                                                       |        | Carregar foto       |
| Lagoas de Santo Andre e Sancha                           | Q63378379 | 555599536 |           |                  | Marine Protected Area (OSPAR)                                             | 2015                        | 21                               |                                                         |                                                       |        | Carregar foto       |
| Mata Nacional dos Medos                                  | Q10327238 | 396297    | 396297    |                  | reserva botânica área protegida                                           | 1971                        | 3.7869741 378697 378.69741       | 38° 35′ 02″ N, 9° 11′ 34″ O                             |                                                       |        | Carregar foto       |
| Paisagem Protegida da Arriba Fóssil da Costa de Caparica | Q10343656 | 13341     | 13341     |                  | paisagem protegida área protegida                                         | 1984                        | 15.515 1551500 1551.5            | 38° 34′ 59″ N, 9° 11′ 07″ O                             |                                                       |        | Carregar foto       |
| Parque Natural da Arrábida                               | Q3049849  | 1340      | 1340      |                  | parque natural área protegida                                             | 1976                        | 176.530996                       | 38° 28′ 53″ N, 8° 59′ 21″ O                             | Parque Natural da Arrábida                            |        | Carregar foto       |
| Reserva Natural das Lagoas de Santo André e da Sancha    | Q10359752 | 388859    | 388859    |                  | reserva natural área protegida                                            | 2000                        | 52.6570703 5265707 5265.70703    | 38° 05′ 59″ N, 8° 47′ 40″ O 38° 03′ 24″ N, 8° 49′ 06″ O | Reserva Natural das Lagoas de Santo André e da Sancha |        | Carregar foto       |
| Reserva Natural do Estuário do Sado                      | Q2145586  | 4722      | 4722      |                  | área protegida da rede Natura 2000 reserva natural área protegida         | 1980                        | 239.7130078 23971300 23971.30078 | 38° 27′ 47″ N, 8° 44′ 07″ O                             | Reserva Natural do Estuário do Sado                   |        | Carregar foto       |

## Trás-os-Montes e Alto Douro
| Nome                                 | Wikidata  | WDPA      | CDDA      | Rede Natura 2000 | Tipo                                                                | data de criação ou fundação | Área                       | Coordenadas                                             | Categoria do Commons                                              | Imagem | Carrega a tua foto! |
| ------------------------------------ | --------- | --------- | --------- | ---------------- | ------------------------------------------------------------------- | --------------------------- | -------------------------- | ------------------------------------------------------- | ----------------------------------------------------------------- | ------ | ------------------- |
| Douro Internacional e Vale do Águeda | Q63378392 | 555540906 | PTZPE0038 | PTZPE0038        | Zona de Protecção Especial área protegida da rede Natura 2000       | 1990                        | 507.6935 50769350          | 41° 05′ 44″ N, 6° 46′ 01″ O                             | Douro Internacional e Vale do Águeda (Zona de Protecção Especial) |        | Carregar foto       |
| Rios Sabor e Maçãs                   | Q63378439 | 555540905 | PTZPE0037 | PTZPE0037        | Zona de Protecção Especial                                          | 1990                        | 507.2261                   |                                                         | Rios Sabor e Maçãs (Zona de Protecção Especial)                   |        | Carregar foto       |
| Rios Sabor e Maçãs                   | Q63378835 | 555531091 | PTCON0021 | PTCON0021        | Sítio de importância comunitária área protegida da rede Natura 2000 | 1997                        | 333.0106 33301060 50722610 | 41° 28′ 32″ N, 6° 37′ 01″ O 41° 31′ 10″ N, 6° 39′ 40″ O | Rios Sabor e Maçãs (Sítio de Importância Comunitária)             |        | Carregar foto       |

## Viana do Castelo
| Nome                                                              | Wikidata  | WDPA      | CDDA      | Rede Natura 2000 | Tipo                                                                      | data de criação ou fundação | Área                          | Coordenadas                                             | Categoria do Commons                             | Imagem | Carrega a tua foto! |
| ----------------------------------------------------------------- | --------- | --------- | --------- | ---------------- | ------------------------------------------------------------------------- | --------------------------- | ----------------------------- | ------------------------------------------------------- | ------------------------------------------------ | ------ | ------------------- |
| Côrno do Bico                                                     | Q63378520 | 555531109 | PTCON0040 | PTCON0040        | Sítio de importância comunitária área protegida da rede Natura 2000       | 1998                        | 51.3897 5138970               | 41° 54′ 25″ N, 8° 31′ 56″ O                             |                                                  |        | Carregar foto       |
| Estuários dos Rios Minho e Coura                                  | Q63378437 | 555540876 | PTZPE0001 | PTZPE0001        | Zona de Protecção Especial área protegida da rede Natura 2000             | 2003                        | 33.9262 3392620               | 41° 55′ 13″ N, 8° 46′ 31″ O                             | Estuários dos Rios Minho e Coura in Portugal     |        | Carregar foto       |
| Lagoas de Bertiandos e de S. Pedro de Arcos                       | Q63378362 | 902879    |           |                  | laguna área protegida                                                     | 2005                        | 3.46                          | 41° 45′ 00″ N, 8° 38′ 00″ O                             |                                                  |        | Carregar foto       |
| Litoral Norte (Sítio de Importância Comunitária)                  | Q63378827 | 555531087 | PTCON0017 | PTCON0017        | Sítio de importância comunitária área protegida da rede Natura 2000       | 1998                        | 27.9712 2797120               | 41° 34′ 45″ N, 8° 48′ 10″ O                             | Litoral Norte (Sítio de Importância Comunitária) |        | Carregar foto       |
| Paisagem Protegida das Lagoas de Bertiandos e São Pedro dos Arcos | Q4895599  | 388858    | 388858    |                  | paisagem protegida área protegida                                         | 2000                        | 3.456 345600 345.6            | 41° 45′ 53″ N, 8° 38′ 14″ O 41° 45′ 58″ N, 8° 38′ 12″ O | Lagoa de Bertiandos e São Pedro de Arco          |        | Carregar foto       |
| Paisagem Protegida do Corno do Bico                               | Q5171884  | 388857    | 388857    |                  | paisagem protegida área protegida                                         | 1999                        | 21.8119995 2181199 2181.19995 | 41° 53′ 12″ N, 8° 31′ 25″ O                             | Corno do Bico                                    |        | Carregar foto       |
| Parque Nacional da Peneda-Gerês                                   | Q1473702  | 860       | 860       |                  | parque nacional património cultural área protegida                        | 1971                        | 695.925 702.9                 | 41° 49′ 51″ N, 8° 14′ 19″ O                             | Parque Nacional da Peneda-Gerês                  |        | Carregar foto       |
| Serra de Arga                                                     | Q10370394 | 555531108 | PTCON0039 | PTCON0039        | serra área protegida da rede Natura 2000 Sítio de importância comunitária |                             | 44.9294 4492940               | 41° 48′ 22″ N, 8° 42′ 49″ O 41° 49′ 00″ N, 8° 43′ 22″ O | Serra de Arga                                    |        | Carregar foto       |
| Serra do Gerês                                                    | Q63378429 | 555540877 | PTZPE0002 | PTZPE0002        | Zona de Protecção Especial área protegida da rede Natura 2000             | 1990                        | 634.321 63432100              | 41° 53′ 02″ N, 8° 15′ 18″ O                             | Serra do Gerês (Zona de Protecção Especial)      |        | Carregar foto       |

## Vila Real
| Nome                    | Wikidata  | WDPA      | CDDA      | Rede Natura 2000 | Tipo                                                                | data de criação ou fundação | Área                          | Coordenadas                 | Categoria do Commons                           | Imagem | Carrega a tua foto! |
| ----------------------- | --------- | --------- | --------- | ---------------- | ------------------------------------------------------------------- | --------------------------- | ----------------------------- | --------------------------- | ---------------------------------------------- | ------ | ------------------- |
| Alvão/Marão             | Q63378474 | 555531073 | PTCON0003 | PTCON0003        | Sítio de importância comunitária área protegida da rede Natura 2000 | 1997                        | 587.8378 58783780             | 41° 21′ 58″ N, 7° 48′ 44″ O | Alvão/Marão (Sítio de Importância Comunitária) |        | Carregar foto       |
| Parque Natural do Alvão | Q3364602  | 13989     | 13989     |                  | parque natural área protegida                                       | 1983                        | 72.0270019 7202700 7202.70019 | 41° 22′ 09″ N, 7° 49′ 03″ O | Parque Natural do Alvão                        |        | Carregar foto       |

## Viseu
| Nome                           | Wikidata  | WDPA      | CDDA      | Rede Natura 2000 | Tipo                                                                    | data de criação ou fundação | Área              | Coordenadas                                             | Categoria do Commons         | Imagem | Carrega a tua foto! |
| ------------------------------ | --------- | --------- | --------- | ---------------- | ----------------------------------------------------------------------- | --------------------------- | ----------------- | ------------------------------------------------------- | ---------------------------- | ------ | ------------------- |
| Carregal do Sal                | Q63378478 | 555531097 | PTCON0027 | PTCON0027        | Sítio de importância comunitária área protegida da rede Natura 2000     | 1997                        | 95.5297 9552970   | 40° 24′ 53″ N, 7° 52′ 48″ O                             |                              |        | Carregar foto       |
| Reserva Botânica de Cambarinho | Q10359649 | 555531086 | PTCON0016 | PTCON0016        | área protegida da rede Natura 2000 Sítio de importância comunitária     |                             | 0.2331 23310      | 40° 40′ 12″ N, 8° 11′ 53″ O                             | Cambarinho Botanical Reserve |        | Carregar foto       |
| Rio Paiva                      | Q14617    | 555531127 | PTCON0059 | PTCON0059        | rio área protegida da rede Natura 2000 Sítio de importância comunitária |                             | 145.6159 14561590 | 41° 03′ 55″ N, 8° 15′ 40″ O 40° 54′ 48″ N, 7° 57′ 43″ O | Rio Paiva                    |        | Carregar foto       |

## Évora
| Nome                     | Wikidata  | WDPA      | CDDA      | Rede Natura 2000 | Tipo                                                                | data de criação ou fundação | Área                       | Coordenadas                 | Categoria do Commons | Imagem | Carrega a tua foto! |
| ------------------------ | --------- | --------- | --------- | ---------------- | ------------------------------------------------------------------- | --------------------------- | -------------------------- | --------------------------- | -------------------- | ------ | ------------------- |
| Açude do Monte da Barca  | Q63378568 | 396329    | 396329    |                  | paisagem protegida local área protegida                             | 1980                        | 8.6779998 867799 867.79998 | 38° 53′ 50″ N, 8° 28′ 05″ O |                      |        | Carregar foto       |
| Monfurado                | Q63378481 | 555531101 | PTCON0031 | PTCON0031        | Sítio de importância comunitária área protegida da rede Natura 2000 | 1998                        | 239.4649 23946490          | 38° 35′ 00″ N, 8° 07′ 00″ O |                      |        | Carregar foto       |
| Mourão/Moura/Barrancos   | Q63378441 | 555540912 | PTZPE0045 | PTZPE0045        | Zona de Protecção Especial área protegida da rede Natura 2000       | 1999                        | 849.129 84912900           | 38° 09′ 00″ N, 7° 10′ 45″ O |                      |        | Carregar foto       |
| Reguengos                | Q63378420 | 555540922 | PTZPE0056 | PTZPE0056        | Zona de Protecção Especial área protegida da rede Natura 2000       | 2008                        | 60.4265 6042650            | 38° 21′ 19″ N, 7° 28′ 39″ O |                      |        | Carregar foto       |
| Rio Guadiana / Juromenha | Q63378482 | 555531102 | PTCON0032 | PTCON0032        | Sítio de importância comunitária área protegida da rede Natura 2000 | 1997                        | 24.644 2464400             | 38° 39′ 20″ N, 7° 16′ 17″ O |                      |        | Carregar foto       |
| Évora                    | Q63378409 | 555540921 | PTZPE0055 | PTZPE0055        | Zona de Protecção Especial área protegida da rede Natura 2000       | 2008                        | 147.0743 14707430          | 38° 27′ 17″ N, 7° 57′ 28″ O |                      |        | Carregar foto       |